# ヤング・インパルス
『ヤング・インパルス』は、1972年4月9日から1976年9月26日まで、テレビ神奈川 (TVK) で放送されていた音楽番組。日曜日の夜に放送され、生放送のスタジオ・ライブを中心とした番組であった。スタジオ以外に神奈川県内のホール（平塚市民センター、横須賀市文化会館など）から中継録画で放送されたこともあった。

## 解説
1972年のテレビ神奈川の開局と共に日曜日の夜、若者向けの生放送の音楽番組が始まり、『ヤング・インパルス』と名付けられた。初期には20:00 - 21:26（1973年4月1日からは21:25まで）、1974年4月7日からは19:30 - 20:55へと放送時間帯が移動した。1974年10月6日からは19:30 - 20:25に放送時間が短縮され（番組後半のアマチュアバンド出演コーナーなどを別番組「ハマヤング（20:25 - 20:55）」として分離）、最終回まで放送された。
1972年10月1日からサンテレビが日曜20:00 - 20:56枠で、同月7日から広島ホームテレビが土曜10:00 - 10:56枠でネット開始（広島ホームテレビは1973年3月24日で打ち切り）。1974年4月7日からはテレビ和歌山がネットを開始し、それを記念して和歌山県民文化会館にて公開録画を行っている。
3人編成のフォーク・グループだった頃のRCサクセションは、番組開始から1972年いっぱいまで、レギュラー出演者であった。後には、黒崎とかずみ、キャプテンひろとスペースバンド、海援隊、ノラ、まりちゃんズがレギュラー出演者であった時期もあった。
神奈川県のローカル放送だったが、当時の若者文化を象徴していた、フォーク、ロック、ニューミュージックのアーティストが多く出演していたことから、後年、伝説の番組と語られるようになった。
1976年9月26日の最終回は「グッドバイ・ロックンロールパーティ」と銘打たれ、ダウン・タウン・ブギウギ・バンド、ジョニー大倉らが出演した。1980年4月からは、そのダウン・タウン・ブギウギ・バンドのフロントマンであった宇崎竜童の司会で、実質的な後継番組である『ファイティング80's』が放送され、こちらは1983年3月まで続いた。

## 出演者（映像と音源）
『ヤング・インパルス』の映像や音源は網羅的には残されていない。部分的に残されたものの一部は、DVDやCDとして商品化されているものや、上映公開されたものもある。
- RCサクセション - 『ヤング・インパルス』出演時の映像をまとめたDVD『ライブ帝国 RCサクセション 70's』が発表されている。
- 泉谷しげる/海援隊/ケメ/古井戸 - DVD『ライブ帝国 泉谷しげる/海援隊/ケメ/古井戸』が発表されている。
- キャロル - DVD『燃えつきる キャロル・ラスト・ライブ』に、『ヤング・インパルス』出演時の「ファンキー・モンキー・ベイビー」、「憎いあの娘」が収録されている。
- 外道 - DVD『Video 外道』に、『ヤング・インパルス』出演時の「腐った命」、「ビュンビュン」、「香り」が収録されている[9]。
- 甲斐よしひろ - DVD『KAI YOSHIHIRO Big History 1974-2000 "STORY OF US"』に、『ヤング・インパルス』出演時の「裏切りの街角」が収録されている[10][11]。
- チューリップ - オーダーメイドDVD『Live Act Tulip Film History』に収録できる楽曲映像の中に、『ヤング・インパルス』出演時の「夢中さ君に」、「心の旅」、「銀の指環」が含まれた[12]。
- 山下達郎 - シュガー・ベイブによる「今日はなんだか」の映像が存在し、2003年のオフィシャル・ファンクラブ10周年を記念したファンクラブの集いで上映された。
- はちみつぱい - 1972年4月30日出演時の音源が、CD『THE FINAL TAPES はちみつぱいLIVE BOX 1972-1974』に収録されている。なお、出演時の表記は「蜂蜜ぱい」。
- 上田正樹とサウス・トゥ・サウス - DVD『ライブ帝国 上田正樹』に、1970年代出演時の「あこがれの北新地」がBONUS TRACKとして収録。